# Terremoto de Java de mayo de 2006

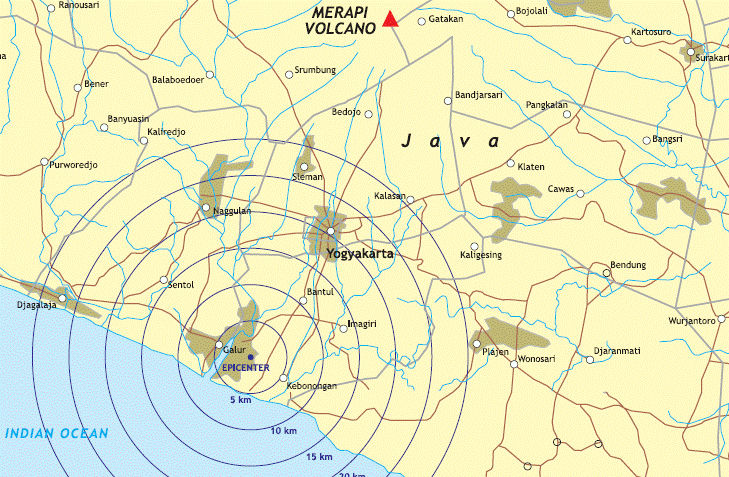
Situación del epicentro.

El terremoto de Java de 2006 ocurrió a las 05:53 hora local del 27 de mayo (22:53 GMT, 26 de mayo). El epicentro se localizó en el océano Índico a 25 km al sur de la ciudad de Yogyakarta, Java, Indonesia y 33 km debajo del lecho marino, en las coordenadas 8º 01' S 110º 29' E (enlace roto disponible en Internet Archive; véase el historial, la primera versión y la última).. La magnitud del sismo fue de 6,2 en la escala de Richter, el más grave desde el Terremoto y Tsunami de 2004. Según informes de prensa todavía confusos el número de muertos puede sobrepasar los 8.000.
Se cree que el movimiento telúrico tuvo un origen tectónico y no está directamente asociado a la actual actividad volcánica del monte Merapi, aunque se reportó que causó un aumento en la actividad del volcán.
Indonesia está ubicada sobre el cinturón de fuego del Pacífico lo cual la hace propensa a una elevada actividad telúrica y volcánica.
El presidente de Indonesia, Susilo Bambang Yudhoyono solicitó la intervención del ejército en las labores de rescate y evacuación.

## Repercusión internacional
El Fondo de las Naciones Unidas para la Infancia (UNICEF) informó de que ha desplegado personal en Yogyakarta, una de las áreas más afectadas por el terremoto de la isla indonesia, y prepara el envío urgente de tiendas de campaña y de material médico y sanitario.
Además, el Fondo trabaja en el envío urgente de material de asistencia básica a las víctimas, a las que ofrecerá 9.000 lonas impermeables, 850 equipos de higiene, así como 1.165 tiendas pequeñas de campaña y 4.000 linternas.

### Comisión Europea

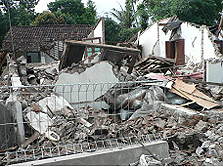
Casas destruidas en Klaten.

El presidente de la Comisión Europea, José Manuel Durao Barroso, envió un mensaje de condolencias al presidente de Indonesia, Susilo Bambang Yudhoyono, en el que le expresa su "solidaridad" con las familias de las más de 3.000 personas fallecidas.
La CE anunció tras conocer la noticia que prepara una ayuda de urgencia de hasta tres millones de euros para responder a las necesidades más urgentes en la zona afectada.
El rey de España, en nombre de toda la Familia Real, el presidente del Gobierno, José Luis Rodríguez Zapatero, y el pueblo español, ha enviado un telegrama de condolencias. El Gobierno ha expresado su "profunda consternación" por el suceso y anunció que la Agencia Española de Cooperación Internacional (AECI) ha puesto en marcha el habitual dispositivo de emergencia a la espera de que Indonesia solicite ayuda.

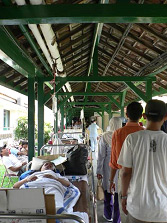
Pacientes en Yogyakarta, esperando ser tratados.

El Reino Unido ofreció por su parte a las autoridades indonesias ayuda económica y equipos de rescate para hacer frente al terremoto y proporcionar ayuda financiera que se canalizaría a través de las Naciones Unidas, dijo el ministro de Cooperación y Desarrollo, Hilary Benn.
Por su lado, el ministro alemán de Asuntos Exteriores, Frank-Walter Steinmeier, ofreció hoy al gobierno de Indonesia ayuda para hacer frente a las consecuencias del seísmo.
Asimismo, Francia ofreció ayuda humanitaria a Indonesia y expresó sus condolencias a las familias de las víctimas, indicó un portavoz del Ministerio de Asuntos Exteriores francés, que agregó que "hemos comunicado de inmediato nuestra disponibilidad para enviar ayuda humanitaria y personal médico".
El Gobierno irlandés anunció también la donación de medio millón de euros para ayudar a las víctimas del terremoto.
Malasia envió a Java un equipo de profesionales, entre médicos y expertos en desastres naturales, para ayudar a los miles de víctimas del terremoto.
El Papa Benedicto XVI rogó porque la "paz eterna" recaiga sobre las víctimas del terremoto de Java y solicitó el "consuelo divino" de sus familias y de todos los afectados.
Las palabras del pontífice, quien se encontraba de visita en Polonia, fueron enviadas a través de un telegrama de consuelo, transmitido a Indonesia por el secretario de Estado de la Santa Sede, Angelo Sodano.